# Новшер-е-Хошкебіджар
Новшер-е-Хошкебіджар (перс. نوشرخشکبیجار) — дегестан в Ірані, у бахші Хошкебіджар, в шагрестані Решт остану Ґілян. За даними перепису 2006 року, його населення становило 10600 осіб, які проживали у складі 3033 сімей.

## Населені пункти
До складу дегестану входять такі населені пункти:
- Альман
- Баґче-Боне
- Балескеле-Сеєд-Абу-аль-Касем
- Басте-Дім
- Вішка
- Ґольбазу
- Джірсар-е-Вішка
- Джуркує
- Куріджан
- Машал-Алам
- Морідан
- Нейса-Чаг
- Новшер
- Рофуг-Чаг
- Руд-Пошт
- Сіях-Есталах-е-Мірза-Рабіа
- Тамал
- Форшом
- Шіше-Ґураб
- Юсефабад
- Юсеф-Махале